# Suomen Ateenan-instituutti
Das Suomen Ateenan-Instituutti (schwedisch Finlands Athen-Institut, griechisch Φινλανδικό Ινστιτούτο Αθηνών, kurz SAI)  ist eines von 17 ausländischen archäologischen Instituten in Griechenland, die alle ihren Hauptsitz in Athen haben.

## Geschichte und Aufgaben
Das Institut wurde 1984 gegründet und 1985 vom griechischen Kultusministerium in den Rang einer „Archäologischen Schule“ erhoben. Finanziert und verwaltet wird es von privaten Unternehmen und Stiftungen. Die Direktoren des Instituts werden auf drei Jahre ernannt.
Die Aufgabe des Instituts ist es, Forschungen zur griechischen Geschichte, Archäologie und Kultur voranzutreiben, von der Antike bis zur Gegenwart. Es ist Anlaufstelle für finnische Forscher in Griechenland und dient dem Kulturaustausch beider Länder und der Vertiefung des kulturellen Verständnisses beider Nationen. Es veranstaltet Lesungen, Ausstellungen, Seminare und Kongresse. Forschern und Stipendiaten stehen Räumlichkeiten des Instituts zur Verfügung.

## Einrichtungen und Forschungen
Das Institut betreibt zusammen mit den archäologischen Instituten der Schweden, der Dänen und der Norweger die 1996 gegründete Nordic Library at Athens, die etwa 40.000 Bände zur Archäologie Griechenlands und zur Alten Geschichte umfasst.
An archäologischen Untersuchungen in Form von Surveys oder Ausgrabungen ist das Institut seit 1999 aktiv im thessalischen Arethousa, im aitolisch-akarnanischen Stratos und im thesprotischen Kokytos beteiligt.

## Liste der Direktoren
- Paavo Castrén (1984–1988)
- Jaakko Frösén (1988–1992)
- Henrik Lilius (1992)
- Gunnar af Hällström (1993–1995)
- Kirsti Simonsuuri (1995–1997)
- Olli Salomies (1997–2000)
- Leena Pietilä-Castrén (2000–2004)
- Björn Forsén (2004–2007)
- Martti Leiwo (2008–2012)
- Jari Pakkanen (2013–2017)
- Björn Forsén (2018–2020)
- Petra Pakkanen (seit 2021)